# تاکاهیرو ایزوتانی
تاکاهیرو ایزوتانی (انگلیسی: Takahiro Izutani؛ زادهٔ ۷ اکتبر) آهنگساز اهل ژاپن است.